# 竹内己喜男
竹内 己喜男（たけうち みきお、1934年2月22日 - 2013年5月）は、日本のフィギュアスケート選手（アイスダンス）。パートナーは金子恵以子。アイスダンスのフィギュアスケート審判員。
1957年から1964年まで全日本選手権アイスダンス8連覇。1962年世界フィギュアスケート選手権で17位。息子にはフィギュアスケート選手の竹内光明、竹内義明がいる。明治大学卒業。

## 経歴
1954年、全日本ジュニア選手権男子シングルに出場し、大橋和夫に次いで2位となる。
1957年、金子恵以子とカップルを組み全日本選手権に出場し優勝。アイスダンスの初代全日本チャンピオンとなる。その後、1964年まで全日本選手権で8連覇を達成する。
1962年の世界フィギュアスケート選手権には、日本人として初めて同大会のアイスダンスに出場し、17位となった。
引退後、日本スケート連盟強化部長を務め、1972年の札幌オリンピック日本選手団監督、1976年のインスブルックオリンピック日本選手団監督、1980年のレークプラシッドオリンピック日本選手団コーチなどを歴任した。

## 主な戦績
| 大会/年         | 1953-54 | 1954-55 | 1955-56 | 1956-57 | 1957-58 | 1958-59 | 1959-60 | 1960-61 | 1961-62 | 1962-63 | 1963-64 |
| --------------- | ------- | ------- | ------- | ------- | ------- | ------- | ------- | ------- | ------- | ------- | ------- |
| 世界選手権      |         |         |         |         |         |         |         |         | 17      |         |         |
| 全日本選手権    |         |         |         | 1       | 1       | 1       | 1       | 1       | 1       | 1       | 1       |
| 全日本Jr.選手権 | 2       |         |         |         |         |         |         |         |         |         |         |